# Theater Die Kleine Freiheit
Die Kleine Freiheit war ein Kabarett und Theater in München.
Es wurde von der Kabarettistin Trude Kolman gegründet und sollte in seinem Namen die bescheidenen Hoffnungen der Gründerin auf eine bessere Zeit widerspiegeln. Die Jüdin Kolman hatte während der nationalsozialistischen Diktatur im Exil gelebt.
Im Atelier-Theater in der Elisabethstraße stellte das Kabarett am 24./25. Januar 1951 sein erstes Programm vor. Hauptautor wurde der Schriftsteller Erich Kästner, während Kolman Regie führte. Zu den Darstellern gehörten vor allem Mitarbeiter des ehemaligen Kabaretts „Die Schaubude“, darunter Ursula Herking, Oliver Hassencamp und Bum Krüger.
Ende 1951 zog die Gruppe in ihr festes, 180 Plätze fassendes Domizil in der Maximilianstraße und zeigte das Programm Achtung Kurve! Die Satire wurde von Anbeginn zurückhaltend eingesetzt, und man zeigte häufig Mittelstücke entsprechend der Intention eines zeitkritischen Theaters.
Mitte der 1950er-Jahre zogen sich Kästner und Robert Gilbert zurück, wonach sich die Kleine Freiheit vom Kabarett zum Revuetheater wandelte. Nach seiner Rückkehr aus der Emigration schloss sich Friedrich Hollaender dem Ensemble an. Von 1957 bis 1961 schuf er vier erfolgreiche Kabarett-Revuen, sogenannte „Revuetten“. Seit 1961 wandte sich Kolman dem Boulevardtheater zu und machte aus dem Kabarett ein reines Theater.
Im November 1996 musste Die Kleine Freiheit schließen und wurde anschließend als Lager eines Restaurants benutzt, heute befinden sich dort die Lagerräume eines Ladengeschäfts.